# Ringing
『Ringing』（リンギング）は、榊原ゆいの7枚目のオリジナルアルバム。2011年8月24日にLOUDRIVE RECORDSから発売された。

## 概要
前作『BLOODY TUNE』から約1年ぶりのリリースとなるオリジナルアルバム。初回限定盤と通常盤の2タイプ仕様で発売され、初回限定盤のDVDにはリード曲「Decoration」のPVとメイキングを収録したDVDが同梱されている。
タイトルの「Ringing」は、歌の力で被災者達を励ましたいという思いと鈴の音を掛け合わせて付けられた。

## 収録内容
CD
1. Decoration [3:53][1]
作詞：milfy、作曲：若井望、編曲：林達志
女の子の可愛らしさにセクシーさやカッコよさが歌詞に込められているものの、曲調はギターが活躍するロックテイストという変わった組み合わせに仕上がっている。なお作詞はmilfyとの合作で、milfyが書いた詞を榊原が手直しして完成された。また、PVは従来のようなダンスチューンでないため「自然な感じ」にしたという[5]。
2. Change&Chance! [4:17][1]
作詞：榊原ゆい、作曲：Famishin、編曲：NGTA
PCゲーム『のーぶる☆わーくす』オープニングテーマ
3. ナ・イ・ショの恋 [4:49][1]
作詞：中山♡マミ（Angel Note）、作曲・編曲：不知火つばさ（Angel Note）
PCゲーム『らくがきオーバーハート』オープニングテーマ
4. 晴れのち晴れのち晴れ [4:28][1]
作詞・作曲・編曲：羽鳥風画
PS2ゲーム『六ツ星きらり 〜ほしふるみやこ〜』イメージソング
5. コンフォート [3:55][1]
作詞：wight（Barbarian On The Groove）、作曲・編曲：mo2（Barbarian On The Groove）
PCゲーム『Happy Wardrobe』オープニングテーマ
6. my only prince [4:29][1]
作詞：中山♡マミ、作曲・編曲：井ノ原智（Angel Note）
PCゲーム『廻り巡ればめぐるときっ!?』オープニングテーマ
7. Blue Horizon [3:44][1]
作詞：RUCCA、作曲・編曲：藤田淳平（Elements Garden）
PCゲーム『メルクリア 〜水の都に恋の花束を〜』オープニングテーマ
8. Moonlight -Romeo.number- [5:02][1]
作詞：榊原ゆい、作曲・編曲：DJ SHIMAMURA
DJ SHIMAMURAとのコラボレーションソング。
9. パーソナルスペース [5:19][1]
作詞：kala（Angel Note）、作曲・編曲：椎名俊介（Angel Note）
PCゲーム『暁の護衛』エンディングテーマ
10. TREUE 〜蒼麗の閃光〜 [5:18][1]
作詞：榊原ゆい、作曲：松島加代子、編曲：Rosearia
PSP用ゲーム『スーパーロボット大戦OG』レオナ テーマ曲アレンジ
11. chuchu×2 [5:20][1]
作詞：中山♡マミ（Angel Note）、作曲・編曲：井ノ原智
PCゲーム『Chu×Chuアイドる2 -melodies×memories-』オープニングテーマ
12. HIGHVISION [3:56][1]
作詞：ayachi、作曲・編曲：菊田大介（Elements Garden）
PCゲーム『JINKI EXTEND Re:VISION』オープニングテーマ
13. Sparkle! [4:57][1]
作詞：榊原ゆい、作曲・編曲：林達志
被災者を応援するために書かれたキラキラした応援ソング[6]。
14. Realythm〜dance remix〜 [4:03][1]
作曲：榊原ゆい、編曲：大島こうすけ
ボーナストラック。『Happy☆LOVE×ライブ2010』オリジナルミックス。

DVD（初回限定盤のみ）
1. Decoration -Music Video-
2. Decoration -Music Videoメイキング映像-